# Polacksbacken

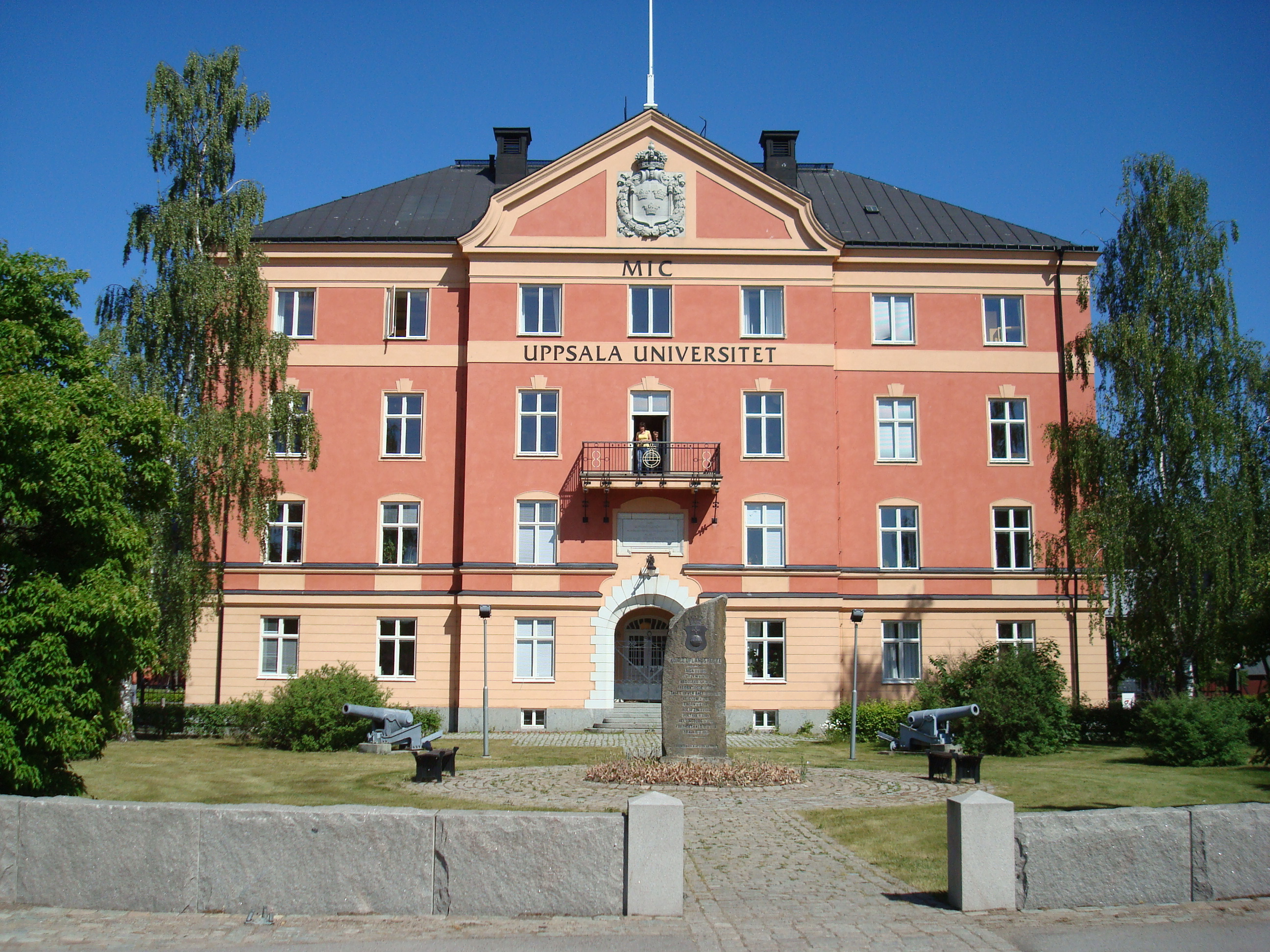
Edificio centrale, un tempo sede degli ufficiali. L'iscrizione "MIC" (Matematiskt-informationsteknologiskt centrum), ancora visibile in questa foto, è stata in seguito cambiata in "ITC" (Informationsteknologiskt centrum)

Polacksbacken (letteralmente "il colle dei polacchi") è un'area a ridosso della città di Uppsala situata ad ovest del Fyrisån, circa due chilometri a sud dal centro città. Storico sito militare fin dal Sedicesimo secolo, sede del reggimento Uppland, venne impiegato dall'esercito fino agli anni 1980. Nel 1993 gli edifici storici del campo militare divennero byggnadsminne.
Esistono diversi aneddoti circa l'origine del nome. Una versione l'attribuisce al fatto che, sotto il regno di Giovanni III, il sito fosse l'accampamento di truppe polacche, che all'epoca erano comunemente parte dell'esercito svedese. Johannes Shefferus l'attribuisce invece al fatto che le truppe polacche di Sigismondo III fossero ivi accampate.

## Campo militare

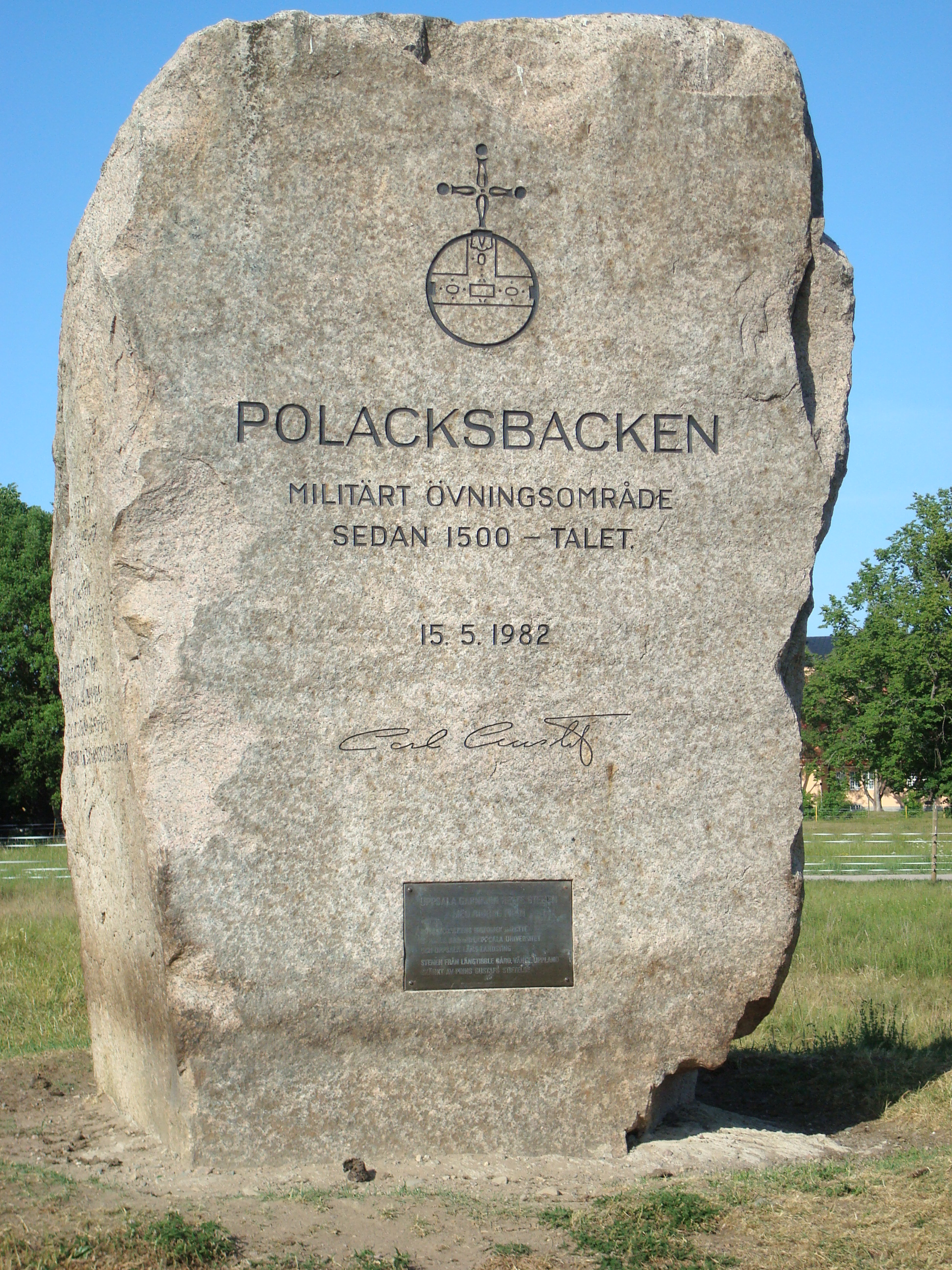
Stele commemorativa, installata in occasione della trasformazione dell'area a campo universitario. La placca riporta che la pietra proviene da Vänge ed è stata donata dalla fondazione Principe Gustaf.

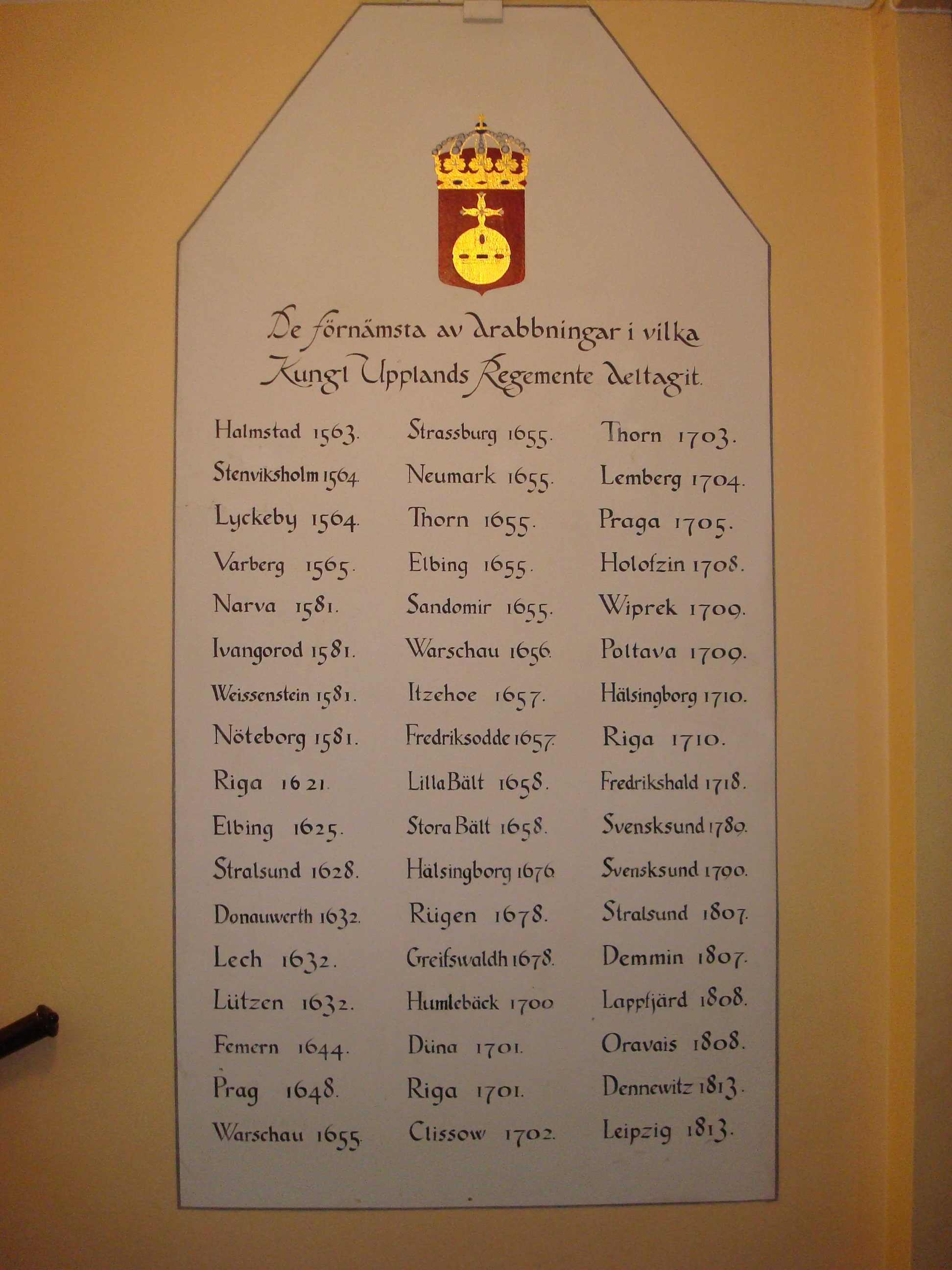
Nell'atrio dell'edificio centrale del campo, un tempo sede degli ufficiali, è dipinta una lista di battaglie alle quali il reggimento Uppland prese parte

È nota la presenza di soldati di stanza a Uppsala a partire almeno dal 1545, quando era documentata la presenza di una ventina di fanti con salario annuale di stanza nella città. Il reggimento Uppland impiegò Polacksbacken come caserma e campo di addestramento. La taverna Eklundshof venne costruita nel 1754 a ridosso del campo militare e fu aperta al pubblico civile fino al 1885, quando la vendita di alcolici venne proibita e la taverna divenne la mensa del campo militare. Quando l'esercito lasciò Polacksbacken, Eklundshof venne ristrutturata e riaprì al pubblico, ed è tuttora attiva come ristorante e centro conferenze.
A partire dal 1906 l'area di Polacksbacken era collegata tramite una linea tranviaria. Gli odierni edifici del campo, dal distintivo color salmone, furono costruiti tra il 1909 e il 1912, progettati dall'architetto Victor Bodin. Nel 1957 il reggimento Uppland lasciò Polacksbacken, che divenne la sede del reggimento comunicazioni Uppland. Le forze armate lasciarono definitivamente Polacksbacken nel 1982, trasferendosi a Enköping.

## Campus universitario
Gli edifici del campo militare vennero acquisiti dall'Università di Uppsala, e Polacksbacken divenne un campus universitario. Polacksbacken ospitò il dipartimento di matematica, all'epoca chiamato Matematiskt-informationsteknologiskt centrum (MIC). Nel 1997 venne completata la costruzione di Ångströmlaboratoriet e il dipartimento di matematica venne ivi trasferito, e Polacksbacken divenne la sede del dipartimento di informatica, Informationsteknologiskt centrum (ITC). L'edificio centrale sul lato opposto del giardino divenne il ristorante del campus, l'edificio alla sua destra divenne l'aula magna, e la palestra alla sua sinistra divenne la sala esami. Sulla destra venne allestita la sede (Uthgård) dell'Uppsala teknolog- och naturvetarkår (UTN, unione degli studenti di ingegneria e scienze naturali), in un edificio in legno dall'architettura tradizionale.
All'inizio del semestre autunnale il campus fu sede di varie attività studentesche, inclusa la ricezione dei nuovi studenti. Le zattere usate nel Forsränningen, che si tiene ogni anno come parte delle celebrazioni del Valborg, erano costruite a Polacksbacken.
Nel 1993 Polacksbacken venne dichiarato byggnadsminne, e nel 1995 la cura degli edifici divenne responsabilità di Akademiska Hus..
Nel 2020 l'Università abbandonò il sito, trasferendo il dipartimento di informatica nell'antistante nuovo edificio del campus Ångströmlaboratoriet, e Polacksbacken divenne sede di un ginnasio.

## Cultura di massa
Parte della serie tv Någonstans i Sverige (1973) è stata ripresa a Polacksbacken, così come parte del film Repmånad, diretto da Lasse Åberg, nel quale è ancora visibile il campo per le esercitazioni che si trovava di fronte a Polacksbacken, dove oggi sorge Ångströmlaboratoriet.